# 马喇镇
马喇镇，是中华人民共和国重庆市黔江区下辖的一个乡镇级行政单位。

## 行政区划
马喇镇下辖以下地区：
莲花社区、杉树村、龙溪村、高炉村、小万村、官庄村、香树村和印合村。